# Lasca (juego)
El Lasca es un juego de tablero para dos jugadores que fue inventado por el campeón de ajedrez Emanuel Lasker. Pese a que las reglas son simples durante el juego se presentan posiciones muy complejas, lo que le confiere una gran riqueza estratégica.
Tiene puntos en común con el juego de damas pero con una importante diferencia, y es que la pieza enemiga capturada no es sacada del juego sino que permanece en el tablero y puede llegar a ser liberada.

## Historia
Su inventor fue Emanuel Lasker, aunque algunas publicaciones se lo atribuyen incorrectamente a Edward Lasker, quien escribió libros sobre go y ajedrez.
Sus reglas, que fueron publicadas por primera vez en 1911 en un libro titulado The Rules of Lasca, the Great Military Game. Está inspirado, al parecer, en un juego ruso anterior denominado bashne.
Emanuel Lasker cursó estudios de matemáticas y también se interesó en la filosofía, las ciencias naturales y los juegos de cartas y de tablero. Fue un avanzado jugador de go y en 1894 obtuvo el título de campeón mundial de ajedrez y lo defendió durante 27 años hasta perderlo con el genial José Raúl Capablanca.

## Elementos del juego
Se juega sobre un tablero con 25 casillas circulares ubicadas en filas de 4-3-4-3-4-3-4 casillas o sobre un tablero de ajedrez de siete casillas de lado (con casillas blancas en todas las esquinas) en el cual no se usan para jugar las casillas negras.
Se requieren dos juegos de once fichas cada una, cada juego de un color. Las fichas deben ser lo suficientemente planas para poder apilarse pero se tiene que poder distinguir una cara de la otra, de modo que una de las caras debe poseer una marca pintada o una depresión.

## Reglas de juego

### Posición de salida
Los jugadores se ubican en lados opuestos del tablero y colocan sus piezas, con la cara marcada hacia abajo, en las tres filas más próximas. 

### Nombre de las piezas
- Soldado: es la pieza con la marca hacia abajo (en los diagramas es la pieza sin marca). Cuando una ficha aislada llega a la última fila es promovido a oficial, lo que se indica colocando la ficha con la marca hacia arriba, y esa condición subsiste hasta el final de la partida. Si llega una columna cuyo comandante es un soldado, sólo el comandante es promovido.
- Oficial: es la pieza con la marca hacia arriba (en los diagramas es la pieza con marca).
- Columna: una pila de dos o más piezas del mismo o de distinto color. Es decir, puede contener piezas de un jugador o de los dos.
- Comandante: es la pieza que se encuentra más arriba en la columna. Puede ser un soldado o un oficial. El jugador al que pertenece el comandante es quien mueve la columna.

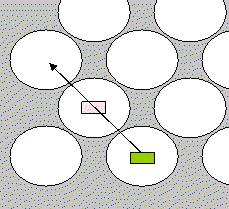
La pieza verde puede capturar a la rosa

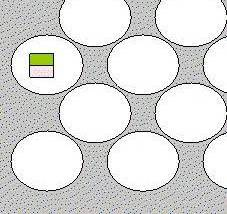
Como resultado de la captura el verde posee ahora una columna de dos piezas

### Movimientos
Las piezas mueven una casilla en diagonal (como en el juego de damas). Los soldados y las columnas comandadas por un soldado, mueven sólo hacia adelante, y los oficiales y las columnas comandadas por un oficial, pueden hacerlo hacia adelante o hacia atrás.

### Captura
Es posible cuando una pieza se puede mover                                                

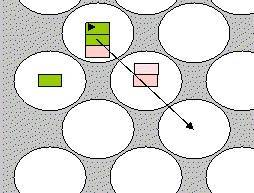
La columna verde puede moverse hacia atrás porque la comanda un oficial. Debe hacer la captura

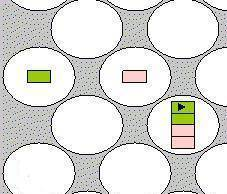
Posición después de la captura

a la casilla ocupada por una pieza del oponente de cualquier clase pero solo si la casilla que sigue a continuación en la misma dirección está libre. La pieza que hace la captura salta a esa casilla vacía y al pasar captura, esto es coloca debajo de la pieza capturadora, la pieza capturada. Si la atacada es una columna, sólo es capturado su comandante y el resto de la columna queda en la misma posición.

### Obligación de capturar
El jugador que puede hacer una captura tiene la obligación de realizarla. Si una vez que la ejecutó puede llevar a cabo una nueva captura con la misma pieza, también tiene obligación de hacerla, continuando así hasta que se le agoten las capturas. En el curso de un turno no puede atacar dos veces a la misma columna.

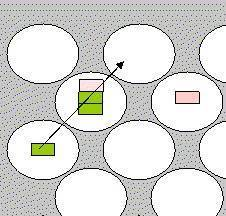
La columna comandada por una pieza verde ataca una columna rosa

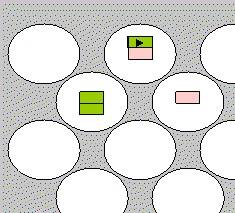
Posición después de la captura

### Captura que lleva a la promoción
Si la captura es realizada por un soldado o por una columna comandada por un soldado que finalizan su movimiento en la última fila, el soldado o el comandante soldado son promovidos a oficial pero en ese turno no puede realizar más capturas aunque la posición del juego parezcan permitirlo.
En el ejemplo, al ejecutarse la jugada el comandante de la pieza atacada es capturado y las piezas verdes quedan liberadas. El soldado que comanda la columna es promovido a oficial pero en ese turno no puede capturar la ficha rosa moviéndose hacia atrás sino que recién podrá hacerlo en el turno siguiente si persiste la misma posición de las piezas

### Final del juego
Pierde el jugador que en su turno no puede mover ninguna pieza porque están todas capturadas o bloqueadas.